# Trachypithecus auratus auratus
O Trachypithecus auratus auratus é uma das 2 subespécies de Trachypithecus auratus.

## Estado de conservação
Esta subespécie reduziu mais de 30% nos últimos 36 anos devido à caça, comércio ilegal de animais e destruição do habitat, pelo que foi listada como vulnerável.